# 魔法騎士レイアース オリジナルサウンドトラック
「魔法騎士レイアース オリジナルサウンドトラック」（マジックナイトレイアース オリジナルサウンドトラック）は、テレビアニメ・OVA・セガサターン『魔法騎士レイアース』のオリジナル・サウンドトラックシリーズ。
テレビアニメのサウンドトラックは全6枚、1994年12月1日から1995年11月25日までに発売されている。OVAのサウンドトラックは全2枚、1997年8月27日から1997年10月29日までに発売されている。セガサターンのサウンドトラックは全1枚、1995年8月25日に発売されている。ポリドールまたはポリグラムから発売された。

## 魔法騎士レイアース オリジナル・サウンドトラックBEST

### 選ばれた少女達
収録曲目
1. メイン・テーマ（オーケストラ・ヴァージョン） [4:03]
2. エメロード姫 [1:54]
3. 出会い〜異次元の世界へ [1:54]
4. セフィーロの謎 [3:32]
5. 序章 ―ザガートの謀略― [1:29]
6. 楽園〜闘争と混乱 [2:47]
7. 導師・クレフ [2:48]
8. 別れ [1:47]
9. 魔物出現！〜魔法の力 [5:10]
10. 友情そして希望へ（オーケストラ・ヴァージョン） [3:56]
11. 聖なる場所〜不気味な気配 [2:45]
12. Interlude ―躍動― [1:06]
13. 神官・ザガート [1:27]
14. 魔物出現！〜総攻撃 [4:53]
15. Interlude ―安堵― [1:03]
16. 追手せまる！ [2:50]
17. 少女達のワルツ [1:58]
18. Interlude ―混沌― [1:05]
19. 果てしなき旅路 [1:20]
20. 精獣招喚！ [5:48]
21. 明日への勇気（インストゥルメンタル・ヴァージョン） [1:38]

### 伝説の騎士
収録曲目
1. 組曲 ―戦闘―（オーケストラ・ヴァージョン） [7:34]
2. 故郷への想い [2:06]
3. 魔物出現！〜迫り来る危機 [5:15]
4. モコナ [3:59]
5. 創師・プレセア [1:54]
6. Interlude ―決意― [1:10]
7. エテルナの泉へ [3:19]
8. ザガートの逆襲 [5:13]
9. Interlude ―平和― [1:25]
10. ザガートの戦士達 [2:59]
11. 孤独 [1:42]
12. Interlude ―祈り― [1:31]
13. 魔物出現！〜使命に燃えて [2:57]
14. 戦いの合間に [3:22]
15. 不安 [1:27]
16. 遥かなる伝説 [5:32]
17. ゆずれない願い（オーケストラ・ヴァージョン） [4:17]
18. 次週予告 [0:31]

### ゆずれない願い
収録曲目
1. ゆずれない願い（アンプラグド・ヴァージョン） [5:13]
2. メイン・テーマ（オーケストラ・ヴァージョン） [4:04]
3. 組曲 ―戦闘―（オーケストラ・ヴァージョン） [7:33]
4. 休息 [1:45]
5. Introduction〜海神―セレス― [3:31]
6. Introduction〜空神―ウィンダム― [3:10]
7. Introduction〜炎神―レイアース― [3:09]
8. 友情そして希望へ（オーケストラ・ヴァージョン） [3:55]
9. Introduction〜三魔神合体！ [3:23]
10. 魔神―ザガート〜エメロード― [4:01]
11. ゆずれない願い（オーケストラ・ヴァージョン） [4:17]
12. 明日への勇気（アコースティック・ヴァージョン） [4:48]

### 新しい絆
収録曲目
1. 序曲―荒廃したセフィーロ [4:46]
2. オートザム [2:16]
3. 海の気持ち（ヴァージョン1） [1:46]
4. ランティス〜ザガートの面影 [1:35]
5. ファーレン [1:37]
6. 魔神激突！ [3:06]
7. 光の想い（ヴァージョン1） [2:18]
8. 哀愁 [2:24]
9. 風の恋（ヴァージョン1） [1:25]
10. ランティス〜哀しい視線 [0:53]
11. アイキャッチ・コレクション CM前・CM後 [0:22]
12. 大乱戦 [5:11]
13. チゼータ [1:57]
14. 風の恋（ヴァージョン2） [1:18]
15. おだやかな時の中で [2:36]
16. 海の気持ち（ヴァージョン2） [2:04]
17. 口笛〜暗黒より [0:33]
18. ランティス〜Solitude [1:41]
19. 光の想い（ヴァージョン2） [1:42]
20. デボネア [2:10]
21. キライになれない（インストゥルメンタル・ヴァージョン） [2:44]

### 光・海・風
収録曲目
1. 三国侵攻 －オートザム〜チゼータ〜ファーレン－ [6:52]
2. ノヴァ〜ライバル登場！ [2:47]
3. プリメーラ [1:27]
4. ランティス〜孤独の剣士 [1:45]
5. チゼータ〜侵略開始 [2:21]
6. 安らぎを求めて [1:14]
7. 荒廃したセフィーロ（ヴァージョン1） [1:57]
8. ファーレン〜天駆ける童夢 [1:54]
9. 海の気持ち（ヴァージョン3） [1:29]
10. せまる脅威 [1:30]
11. オートザム〜闇からの声 [1:39]
12. 風の恋（ヴァージョン3） [1:13]
13. デボネア〜破滅の予感 [2:09]
14. Mysterious… [1:31]
15. おだやかな時の中で（アナザー・ヴァージョン） [2:57]
16. セフィーロの城 [2:06]
17. ファーレン〜突撃 [2:09]
18. 朝陽 [1:52]
19. チゼータ〜不吉の前兆 [2:00]
20. 光の想い（ヴァージョン3） [1:34]
21. 哀愁（アナザー・ヴァージョン） [2:27]
22. Fightin' Spirits [2:41]
23. 風の恋（ヴァージョン4） [2:01]
24. デボネア〜乱 [1:31]
25. 荒廃したセフィーロ（ヴァージョン2） [1:48]
26. ランティス〜放浪 [1:40]
27. 波乱を呼ぶ魔神 [1:57]
28. 決戦！ [1:09]
29. 再会の時 [1:45]
30. ら・ら・ば・い〜優しく抱かせて（インストゥルメンタル・ヴァージョン） [1:54]

### いつか輝く
収録曲目
1. ゆずれない願い [4:14]
2. メイン・テーマ [4:03]
3. エメロード姫 [1:54]
4. 序章 ―ザガートの謀略― [1:29]
5. 導師・クレフ [2:47]
6. 友情そして希望へ [3:55]
7. 神官・ザガート [1:28]
8. Interlude ―安堵― [1:04]
9. 組曲 ―戦闘― [7:32]
10. モコナ [3:59]
11. Interlude ―祈り― [1:33]
12. 戦いの合間に [3:19]
13. 魔神―ザガート〜エメロード― [4:01]
14. 明日への勇気 [1:40]
15. キライになれない [2:46]
16. 序曲〜荒廃したセフィーロ [4:45]
17. ランティス〜ザガートの面影 [1:33]
18. 大乱戦 [5:10]
19. デボネア [2:08]
20. 三国侵攻 －オートザム〜チゼータ〜ファーレン－ [6:51]
21. 光と影を抱きしめたまま [3:57]
22. いつか輝く [2:55]

## レイアース オリジナル・サウンドトラック
OAV『レイアース』のサウンドトラック。作曲者はTV版と異なり、佐橋俊彦。

### 1st Half
収録曲目
1. イントロ [1:08]
2. 魔神レクサス [2:17]
3. 願い [0:40]
4. 災厄 [1:08]
5. 緊迫 [1:31]
6. 桜の樹の誓い（スローテンポ） [0:57]
7. 脅威 [2:33]
8. 予感 [1:44]
9. エメロードの夢 [0:51]
10. 恐怖 [1:35]
11. 戦い [0:58]
12. 悲壮 [0:58]
13. ウィンダムと風 [1:41]
14. 勇気と力 [1:35]
15. 幻想 [1:13]
16. 怨念 [1:13]
17. 風の宝玉 [1:52]
18. それぞれの想い [1:52]
19. クレフの回想 [0:58]
20. 幽体 [2:54]
21. 風の迷い [1:12]
22. 桜の樹の誓い [0:55]
23. ウィンダム登場 [1:04]
24. 希望そして別れ [1:53]
25. セフィーロのテーマ [0:55]
26. セレス登場 [1:04]

### 2nd Half
収録曲目
1. 漆黒の死霊 [1:02]
2. セフィーロの戦士 [1:36]
3. セフィーロ城降臨 [1:36]
4. 闇の誓い [1:00]
5. 殺気 [0:59]
6. 海と風の迷い [1:14]
7. 海神セレス [0:57]
8. レクサスと光 [0:51]
9. フェリオと風 [1:44]
10. ワイバーンのテーマ [0:32]
11. エメロードの願い [0:56]
12. アルシオーネの最期 [0:45]
13. 炎の矢 [0:44]
14. 碧の疾風 [1:44]
15. 闇の世界 [0:59]
16. 無音の街 [1:55]
17. 魔神レイアース [1:17]
18. 咆哮 [1:15]
19. 幽閉 [0:26]
20. クレフの告白 [0:44]
21. 悲しむべき運命 [1:03]
22. 紅蓮の炎 [1:37]
23. 三体の魔神 [1:04]
24. 桜の樹の伝説 [0:51]

## セガサターン魔法騎士レイアース オリジナル・サウンドトラック
収録曲目
1. 東京タワー [1:46]
2. 追いかけっこ [0:26]
3. 沈黙の森 [2:27]
4. 疾風のフェリオ [1:13]
5. 魔物現る！ [1:11]
6. ときめき [2:13]
7. 幻想のエテルナ [3:20]
8. 魔法のとばりのポリーズ [2:10]
9. いざないのどうくつ [1:51]
10. 強い魔物現る！ [1:16]
11. 海に臨むタフロン [1:41]
12. 大いなる渦 [0:45]
13. 永遠の氷穴 [2:12]
14. 哀しみ [1:51]
15. 伝説の魔神 [2:18]
16. ふしぎセフィーロ講座 [1:46]
17. 白き氷のローゼン [1:38]
18. 踊り子 [1:38]
19. やすらぎ [1:33]
20. 特訓中 [1:05]
21. もっと強い魔物現る！ [1:20]
22. さざめきの森 [1:32]
23. 遥かなる湖の樹海 [1:18]
24. 七色おじさんの店 [1:57]
25. 抜き足差し足 [2:07]
26. 空中庭園エアリア [2:17]
27. 天空の迷宮 [2:07]
28. 真実の眠る火山 [1:34]
29. ザガート！ [2:11]
30. 悲壮 [2:21]
31. 最終決戦 [1:21]
32. 未来へ… [3:12]